# Ділянка лісу (заповідне урочище, Костопільський район, Козлинське лісництво)
Діля́нка лі́су — заповідне урочище в Україні. Розташоване в межах Костопільського району Рівненської області, на території Малолюбашівської сільської ради. 
Площа 7,5 га. Створене рішенням Рівненського облвиконкому № 98 від 18.06.1991 року. Землекористувач: Костопільський військовий лісгосп (кв. 119, вид. 1). 
Територія лісового урочища розташована у межах Костопільської денудаційної горбистої рівнини Волинського Полісся. Поверхня — рівнинна. У геологічному відношенні рельєф формують льодовикові четвертинні відклади (піски, супіски, суглинки). В урочищі охороняється ділянка високопродуктивного лісу з лікарськими рослинами.